# Rampart (jogo eletrônico)
Rampart é um jogo de fliperama, lançado em 1990 pela Atari Games. É considerado um precursor do gênero tower defense. O jogador precisa proteger seu castelo com peças similares ao do jogo Tetris. Em seguida, navios inimigos atacam os castelos, fazendo buracos nas muralhas construídas, e então o jogador precisa proteger os castelos novamente.